# Николай Китанов
Николай Китанов е български художник.

## Биография
Роден е в 1935 година в горноджумайското село Марулево. Учи при художниците Владимир Пешев и Георги Лазов. Между 1970 и 1996 година е художник в Драматичния театър в Благоевград.
Китанов рисува предимно живопис. Член е на Съюза на българските художници и участва в националните и общите му изложби. Излага в България и в чужбина – Белгия, Швейцария, Русия, Франция, Полша. Носител е на награди за живопис. Изкуствоведката Магдалена Стоянова пише за Китанов, че има подчертан усет за изтънченост и финес, за пространствена дълбочина и яснота. За Владимир Свинтила творбите на Китанов се „открояват с личност, драматизъм, носталгия и романтика“, а Енчо Мутафов го нарича „моя художник“ и „впечатляващ живописец“ и добавя „Отдалеч познавам синьозелената му студена гама, която в неговия пейзаж звучи така интимно и човешки топло“.